# Koepesysteem

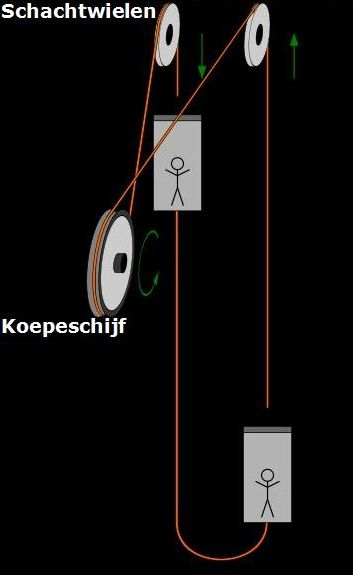
Schema van het Koepesysteem

Het Koepesysteem is een vervoerstechniek door mijnschachten die door Carl Friedrich Koepe in de jaren 1876-1877 werd ontwikkeld.

## Toepassing
Bij het Koepesysteem wordt door middel van een aandrijfschijf een staalkabel voortbewogen die zorgt voor het schachtvervoer. Dit type ophaalmachine heeft grote verbreiding gevonden, het werd in veel steenkoolmijnen in Europa, Azië en Australië gebruikt bij het transport van mijnwerkers, steenkool en materiaal door de mijnschachten.
Vanaf de liftkooien lopen de armdikke stalen kabels over de schachtwielen naar de ophaalmachine. De schachtwielen, met een diameter van 7 à 8 meter, zijn boven in een schachtbok aangebracht. De ophaalmachine bestond aanvankelijk uit een ophaaltrommel die werd aangedreven door een stoommachine. In 1877 werd bij de mijn Hannover in het Ruhrgebied met succes de eerste machine met het Koepesysteem in bedrijf genomen. Bij het Koepesysteem is de ophaaltrommel vervangen door een schijf, de Koepeschijf, waar de kabel overheen loopt. Hierdoor is het mogelijk aan één kabel twee liftkooien te hangen. Bij het schachtvervoer zal in ieder gedeelte van de schacht, één kooi naar beneden en gelijktijdig een andere naar boven gaan. De eerste met een gelijkstroommotor  voorziene ophaalmachines werden omstreeks 1900 gebouwd. De machine kan in een belendend gebouw zijn ondergebracht, maar met de komst van de lichtere, en compactere elektrisch aangedreven Koepemachines, kan deze ook boven in een schachttoren zijn gemonteerd.

## Techniek

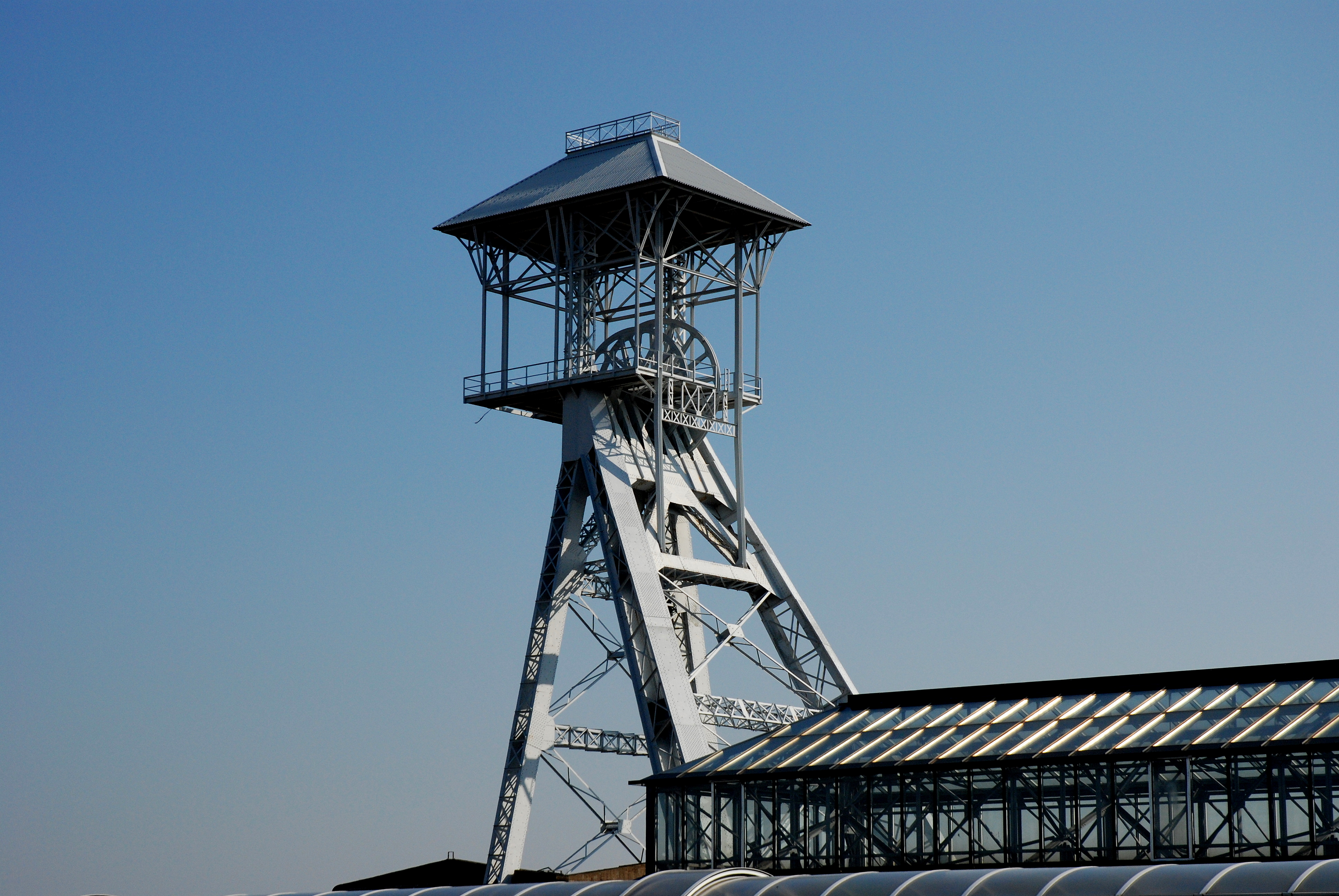
Schachtbok met daarin de schachtwielen. (steenkoolmijn van Waterschei)

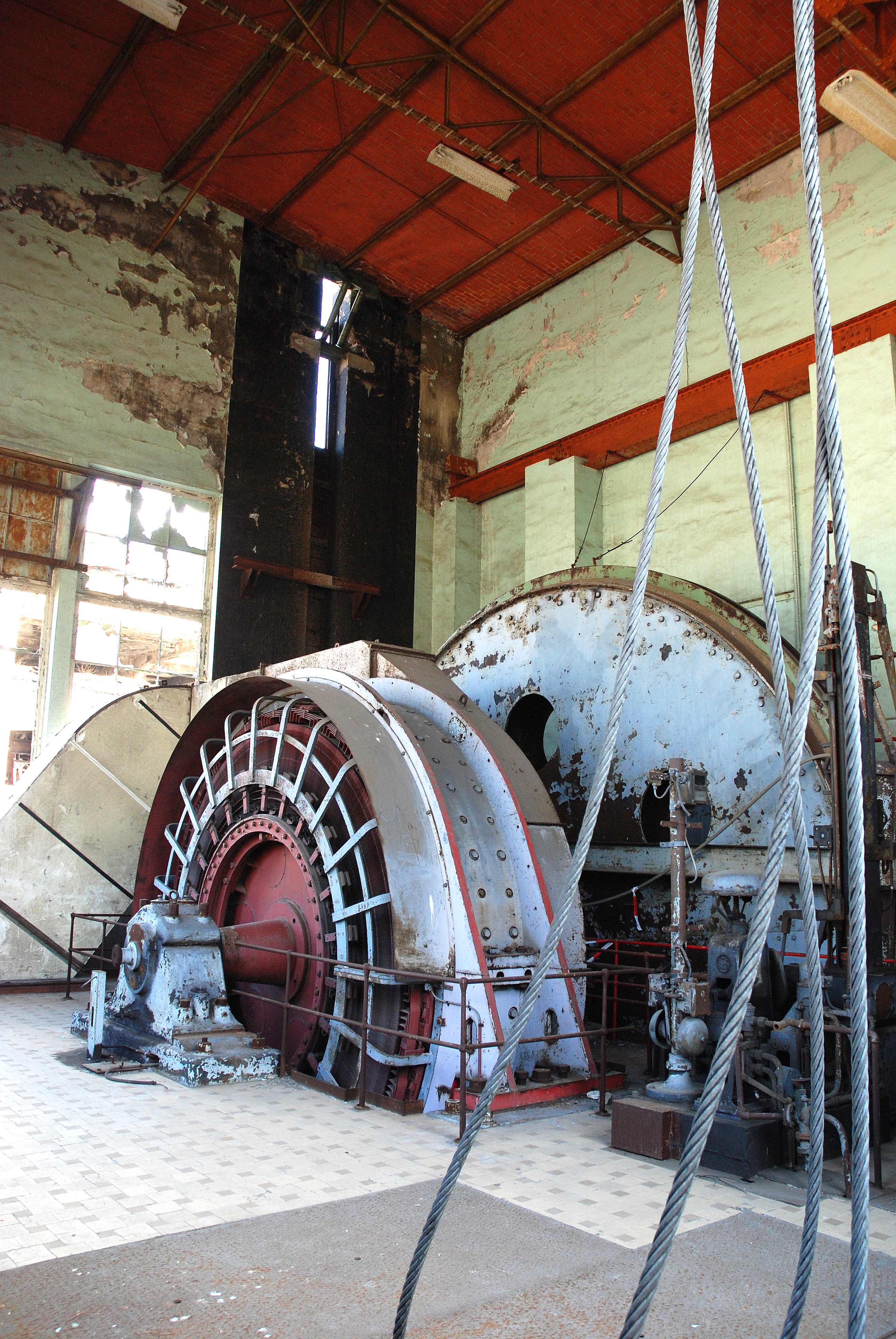
Elektrisch aangedreven ophaalmachine met Koepeschijf (Waterschei)

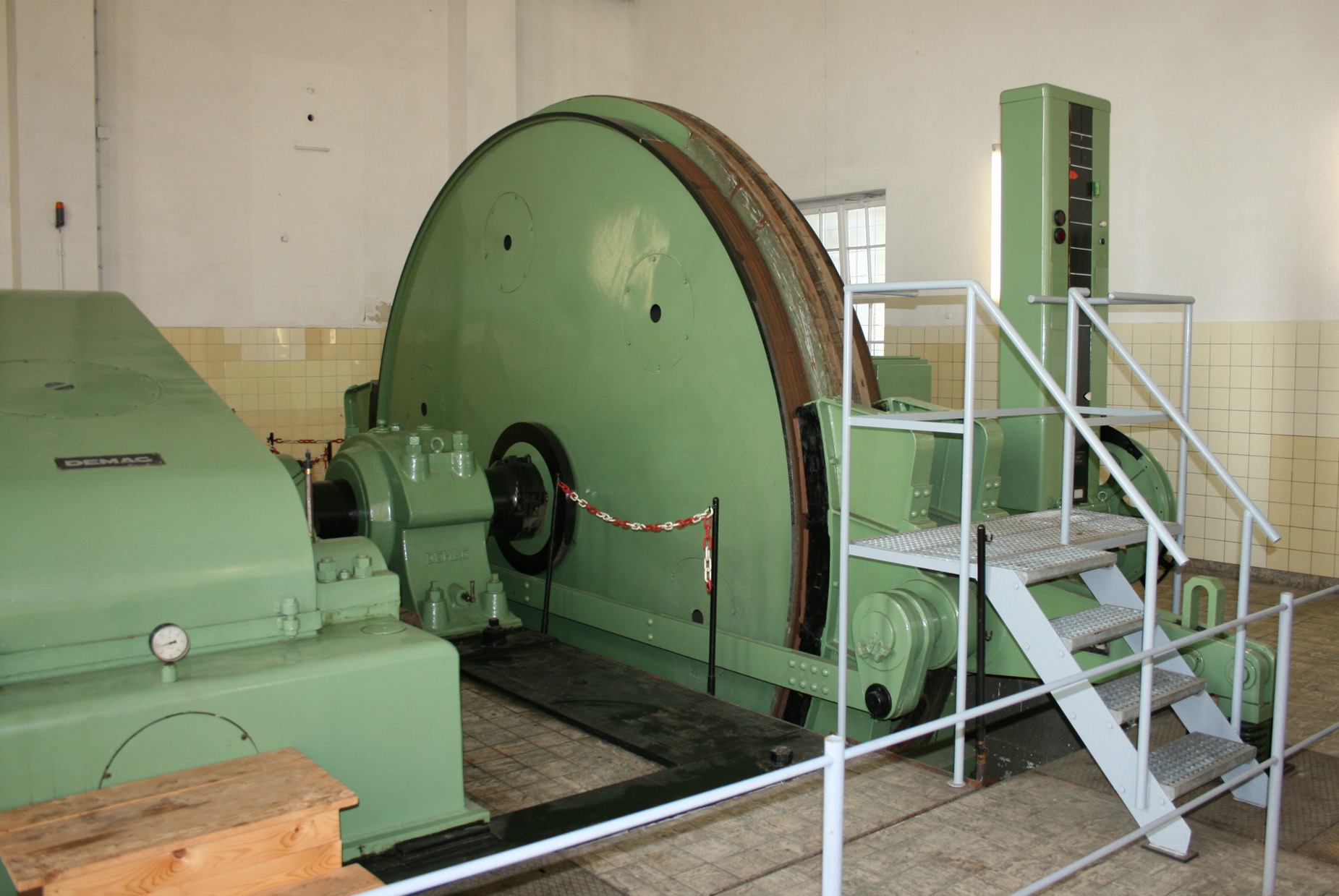
Koepeschijf

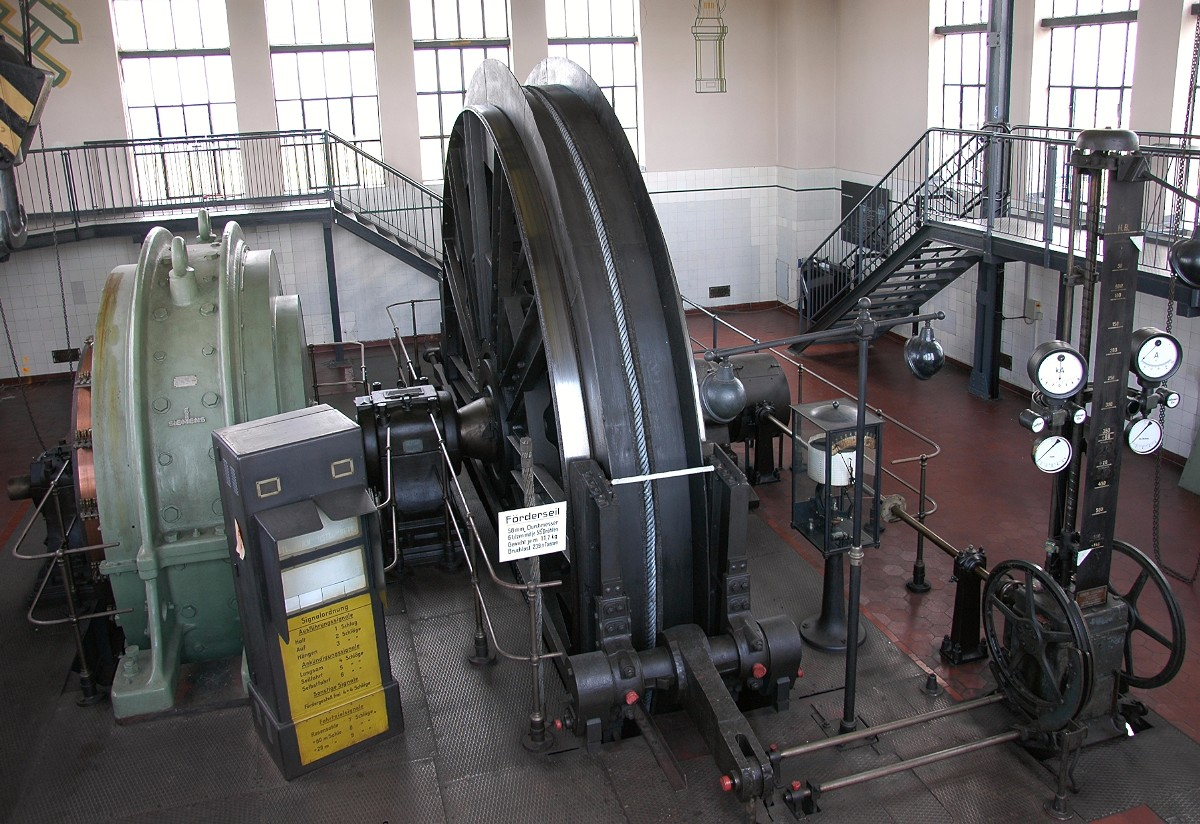
Koepemachine boven in een schachttoren

Bij het Koepesysteem zijn de liftkooien via kabels boven en onder met elkaar verbonden. De bovenkabel, met een gewicht van 15 tot 18 kg per meter, loopt over de schachtwielen en de Koepeschijf. De kabel wordt niet op een trommel gewikkeld, doch deze ligt slechts ruim een halve slag om de Koepeschijf. Er is slechts één bovenkabel nodig voor twee kooien; aan elk uiteinde van de kabel is een kooi bevestigd. De onderkant van de kooien is verbonden met de onderkabel, deze heeft meestal een brede platte vorm. De onderkabel dient om het gewicht van de bovenkabel te compenseren en bovendien een rustige gang van de kooien te bevorderen. Indien een onderkabel ter zwaarte van de bovenkabel wordt toegepast, behoeft de ophaalmachine slechts een maximum last te heffen gelijk aan het gewicht van de kooi-inhoud. Al het andere, zoals kooien, kabels en lege mijnwagens, hangen aan beide kabeleinden en heffen elkaar dus op.